# Grasshopper Club Zúrich
El Grasshopper-Club Zürich es un club deportivo de la ciudad suiza de Zúrich. Con 4500 socios es el club más grande de su país, aunque se le reconoce principalmente por su equipo de fútbol, que es la sección más antigua del club, fundada en 1886. Se desconoce el origen del nombre Grasshopper («saltamontes»), aunque la explicación más común se refiere a las celebraciones tras los goles de primeros jugadores y por su estilo de juego, que era ágil y enérgico. Actualmente se desempeña en la Super Liga Suiza, primera división del fútbol suizo.
Con más de 46 títulos, el Grasshopper-Club Zürich es el equipo más laureado del fútbol suizo, ha ganado 27 veces la Liga de Suiza y 19 veces la Copa de Suiza. El club es el equipo de fútbol más antiguo de Zürich y comparte una gran rivalidad con el FC Zürich y con el FC Basel disputa el clásico del país al ser los clubes más laureados y con mayor apoyo nacional. Tras varias participaciones en la Copa de Europa y la Liga de Campeones de la UEFA, el Grasshopper se ha convertido en uno de los clubes de fútbol más conocidos de su país. Hasta el 12 de mayo de 2019, era el único club que nunca había descendido y que había disputado las 119 ediciones del campeonato suizo desde 1897.
Mantiene una intensa rivalidad con sus vecinos del FC Zúrich, con quién disputa el Derby de Zúrich.
Además de su principal equipo de fútbol, el club cuenta con equipos profesionales competitivos y juveniles en remo, hockey sobre hielo, hockey hierba, balonmano, tenis, curling, rugby, squash, floorball, fútbol femenino  y  fútbol playa.
El 17 de enero de 2024, se anunció una asociación a largo plazo con el equipo de la Major League Soccer Los Angeles FC, con el LAFC adquiriendo más del 90% de las acciones de los propietarios anteriores, Champion Union.

## Historia
Se desconoce el origen de su nombre (saltamontes), sin embargo, la explicación más común y acertada hace referencia a las celebraciones extremadamente energéticas de los primeros jugadores que pasaron por el club y también que su estilo de juego era muy ágil y cargado de movimiento.
Grasshopper fue fundado el 1 de septiembre de 1886 por Tom Griffith, un estudiante inglés que residía en Zúrich y que con un grupo de compañeros de la Universidad de Mánchester decidieron formar un equipo de fútbol competitivo y culturalmente arraigado a la sociedad. Con 20 francos, el club adquirió su primera camiseta de fútbol con los colores azul y blanco (como el uniforme titular del Blackburn Rovers). Arthur Finck fue uno de los estudiantes que formó parte del hasta entonces recién fundado club. El primer partido en la historia del Grasshopper fue contra el ETH en octubre del mismo año, saldándose con un empate sin goles. En 1893, los "Hoppers" se convertirían en el primer equipo suizo que jugase en la entonces Liga de Alemania, derrotando a Estrasburgo por 1-0.
Los primeros campeonatos suizos se llevaron a cabo entre 1897 y 1898, siendo ambos ganados por los "Hoppers". En 1925 el club contrata al húngaro Izidor Kürschner como entrenador, apodado Dori, un miembro de la medalla de plata del equipo de Suiza en los Juegos Olímpicos de 1924. Bajo su dirección, Grasshopper ganaría el campeonato de liga en 1927 y 1928, y las dos primeras ediciones de la Copa de Suiza en 1926 y 1927. Un nuevo campeonato en 1931 y dos Copas más en 1932 y 1934, permitirían al club de Zúrich abrirse paso como uno de los clubes más fuertes por ese entonces en su país, y siendo visto como un digno rival por otros clubes de Europa.
En 1934, y tras una brillante década del club, se contratan los servicios del austríaco Karl Rappan, otro gran técnico de la época, de gran prestigio tras conducir a la selección helvética a tres Copas del Mundo. Con el Grasshoppers coronaría una nueva época de éxitos y títulos para el club: El campeonato de liga de 1937 y 1939 y las Copas de 1937 y 1938. A pesar de la agitación de la Segunda Guerra Mundial, el club continuaría con sus actividad más destacada, ganando el campeonato de liga nuevamente en 1942, 1943 y 1945 y las Copas de 1940, 1941, 1942, 1943 y 1946. En 1948, un brillante e idolatrado Karl Rappan abandona el club, dejando en su palmarés cinco ligas y ocho copas, la mejor racha de títulos de un entrenador en toda la historia del club.
Después de una exitosa década, Grasshoppers realiza el doblete de liga y copa en 1952, una hazaña que repetiría en 1956, abriéndole así la posibilidad a los "saltamontes" de disputar un torneo internacional, la Copa de Europa. En su debut, alcanzaría los cuartos de final, donde serían eliminados por la Fiorentina, futuro subcampeón.
En la década de 1960, los "Hoppers" no obtienen ningún título, únicamente un subcampeonato en 1968, participando así en la Copa de Ferias, siendo eliminados en la primera ronda por el SSC Napoli en un global de 3 a 2.
Su decimosexto campeonato de liga tardaría 11 años, concretándose en 1971 después de una victoria sobre el FC Basel en la repetición de la final logrando una épica victoria en tiempo extra 4 a 3. De este modo, el club ostentaría desde entonces el récord de mayor número de campeonatos conseguidos hasta la fecha. La temporada 1977-1978 sería, sin duda, histórica para el fútbol suizo: además de un nuevo campeonato, el Grasshoppers logra llegar a las semifinales de la Copa UEFA, donde serían eliminados por el SC Bastia por la regla de goles fuera de casa (3-2, 0-1). Un año después, clasifica nuevamente a la Copa UEFA llegando hasta octavos de final, cayendo derrotado ante el Stuttgart por un global de 0 a 5. En 1981, superan los octavos de final de la Copa UEFA, pero caen ante el FC Sochaux en cuartos de final.
La década de los 1980 sería otra época fructífera para el club, logrando un tricampeonato de liga entre 1982 y 1984. El club conseguiría además el tricampeonato de copa en 1988, 1989 y 1990. En 1988, se contrata al alemán Ottmar Hitzfeld, que le daría a los "saltamontes" los campeonatos de 1990 y 1991.
Después de ganar el campeonato en 1995, Christian Gross hizo del Grasshopper el primer representante de Suiza para competir en la Liga de Campeones, disputando una ronda preliminar Maccabi Tel Aviv, saliendo victorioso el equipo helvético con un global de 2 a 1. En la fase de grupos, quedaría ubicado en el Grupo D junto al Real Madrid, el Ajax de Ámsterdam y el Ferencváros húngaro. Los "Hoppers" acabarían con dos empates y cuatro derrotas, cosechando dos puntos y quedando últimos. Nuevamente campeón en 1996 de la liga, volverían a intentar su suerte en la Liga de Campeones, derrotando en una fácil serie al Slavia Praga con sendas victorias (5-0 en casa y 1-0 fuera), y siendo ubicado en el Grupo A junto al Auxerre, Rangers y el Ajax de Ámsterdam. A pesar de conseguir tres victorias, no le alcanzaría para avanzar a la siguiente fase, después de derrotar al Rangers de local (3-0) y al Auxerre (3-1), junto con una histórica victoria en Ámsterdam (0-1), antes de caer en Glasgow (2-1) y en casa ante el conjunto neerlandés (0-1).
Con tres títulos más de liga en 1998, 2001 y 2003, el siglo XXI parecía ser prometedor para los intereses de los "Hoppers", pero tras el rotundo dominio los últimos años por parte del FC Basel en la liga y los fallidos intentos por campeonar de nuevo, el club atraviesaría un período de diez años sin cosechar título alguno, que acabaría con la victoria en la final de la Copa de Suiza en 2013 ante el club basiliense.

## Estadio
Desde 1929 hasta 2007, Grasshoppers disputó sus partidos de local en el Hardturm-Stadion. El estadio fue demolido en 2008 para dar lugar a un nuevo proyecto de estadio a ser compartido con el otro club principal de la ciudad, FC Zürich, pero nunca se concretó. Desde entonces, GCZ disputa sus partidos de local en la casa de sus rivales locales, el estadio Letzigrund.

## Jugadores

### Plantilla 2024/25
- = Lesionado de larga duración

## Entrenadores
- Pierluigi Tami (?-marzo de 2017)[4]
- Carlos Bernegger (marzo de 2017-agosto de 2017)[4][5]
- Murat Yakin (agosto de 2017-abril de 2018)[6][7]
- Mathias Walther (interino- abril de 2018)[7]
- Thorsten Fink (abril de 2018-marzo de 2019)[8][9]
- Tomislav Stipic (marzo de 2019-abril de 2019)
- Uli Forte (abril de 2019-febrero de 2020)
- Goran Djuricin (febrero de 2020-junio de 2020)
- Zoltán Kádár (junio de 2020-agosto de 2020)
- João Carlos Pereira (agosto de 2020-mayo de 2021)
- Giorgio Contini (julio de 2021-junio de 2023)
- Bruno Berner (julio de 2023-abril de 2024)
- Marco Schällibaum (abril de 2024-noviembre de 2024)
- Tomas Oral (noviembre de 2024-actual)

## Palmarés

### Profesional

#### Torneos nacionales
- Superliga de Suiza (27): 1898, 1900, 1901, 1905, 1921, 1927, 1928, 1931, 1937, 1939, 1942, 1943, 1945, 1952, 1956, 1971, 1978, 1982, 1983, 1984, 1990, 1991, 1995, 1996, 1998, 2001, 2003 (Récord)
- Challenge League (2): 1951, 2021
- Copa de Suiza (19): 1926, 1927, 1932, 1934, 1937, 1938, 1940, 1941, 1942, 1943, 1946, 1952, 1956, 1983, 1988, 1989, 1990, 1994, 2013 (Récord)
- Copa de la Liga de Suiza (2): 1973, 1975
- Supercopa de Suiza (1): 1989

#### Torneos amistosos
- Copa Walter Schoeller (Derendingen, Suiza) (9): 1958, 1959, 1961, 1962, 1963, 1964, 1966, 1967, 1968[10]
- Copa SRS (Torneo Kriens) (3): 1986, 1987, 1995[11]
- Copa Sempione (2): 2000, 2003[12]
- Torneo tres ciudades  (2): 2005, 2007[13]
- Trofeo Aniversario 50 Cantonal FC: 1943[14]
- Trofeo Aniversario 75 Grasshopper: 1961[15]
- Trofeo Aniversario 60 SC Derendingen: 1967[16]
- Trofeo Philips de Berna: 1977[17]
- Trofeo Aniversario 50 FC Wettingen: 1981[18]
- Torneo de Winterthur: 1983[19]
- Torneo interciudad de Dunhill (Kuala Lumpur): 1985[20]
- Torneo de Año Nuevo (Zúrich): 1986[21]
- Torneo internacional de Zürich: 1986[22]
- Torneo de San Galo: 1993[23]
- Torneo Stäfa: 1995[24]
- Uhren Cup: 2001[25]

### Reservas

#### Torneos nacionales de reservas
- Super Liga Suiza de reservas (17): 1946, 1948, 1951, 1954, 1955, 1957, 1958, 1963, 1965, 1978, 1979, 1983, 1984, 1987, 1988, 1995, 1998[26]
- Copa Suiza de reservas (2): 1987, 1992[26]

### Juveniles

#### Torneos nacionales juveniles
- Campeonato A/Inter A1 (11): 1959, 1968, 1969, 1970, 1974, 1978, 1979, 1980, 1986, 1989, 1996[27]
- Campeonato B/Inter B1 (4): 1979, 1980, 1984, 1987[27]
- Campeonato C/Inter C1 (5): 1975, 1979, 1984, 1988, 1993[27]
- Campeonato D/Inter D1 (4): 1972, 1975, 1985, 1986[27]
- Campeonato C II (3): 1983, 1984, 1988[27]
- Campeonato E II: 1992[27]
- Campeonato F II: 1990[27]
- Campeonato suizo sub-18: 1997[27]
- Campeonato suizo sub-17: 2001[27]
- Campeonato suizo sub-16 (2): 1998, 2003[27]
- Campeonato suizo sub-15 (2): 1999, 2001[27]
- Copa Suiza sub-19/sub-18 (4): 1997, 1999, 2000, 2005[26]

#### Torneos internacionales juveniles
- Torneo juvenil estrellas azules (Sub-20) (5): 1939, 1956, 1971, 1987, 1998.[28]
- Copa Europa de Jugend (Sub-17, Austria): 1996[29]
- Torneo de Pentecostes (Sub-14/Sub-11, Lucerna-Suiza): 2007[30]

## Participación en competiciones de la UEFA
| Temporada | Torneo                 | Ronda            | Club                  | Casa       | Visita     | Global    |
| --------- | ---------------------- | ---------------- | --------------------- | ---------- | ---------- | --------- |
| 1956–57   | European Cup           | 1                | Slovan UNV Bratislava | 2–0        | 0–1        | 2–1       |
| 1956–57   | European Cup           | Cuartos de final | Fiorentina            | 2–2        | 1–3        | 3–5       |
| 1968–69   | Inter-Cities Fairs Cup | 1                | Napoli                | 1–0        | 1–3        | 2–3       |
| 1970–71   | Inter-Cities Fairs Cup | 1                | Dundee United         | 0–0        | 2–3        | 2–3       |
| 1971–72   | European Cup           | 1                | Reipas Lahti          | 8–0        | 1–1        | 9–1       |
| 1971–72   | European Cup           | 2                | Arsenal               | 0–2        | 0–3        | 0–5       |
| 1972–73   | UEFA Cup               | 1                | Nîmes Olympique       | 2–1        | 2–1        | 4–2       |
| 1972–73   | UEFA Cup               | 2                | Ararat Yerevan        | 1–3        | 2–4        | 3–7       |
| 1973–74   | UEFA Cup               | 1                | Tottenham Hotspur     | 1–5        | 1–4        | 2–9       |
| 1974–75   | UEFA Cup               | 1                | Panathinaikos         | 2–0        | 1–2        | 3–2       |
| 1974–75   | UEFA Cup               | 2                | Real Zaragoza         | 2–1        | 0–5        | 2–6       |
| 1975–76   | UEFA Cup               | 1                | Real Sociedad         | 3–3        | 1–1        | 4–4 (a)   |
| 1976–77   | UEFA Cup               | 1                | Hibernians            | 7–0        | 2–0        | 9–0       |
| 1976–77   | UEFA Cup               | 2                | 1. FC Köln            | 2–3        | 0–2        | 2–5       |
| 1977–78   | UEFA Cup               | 1                | BK Frem               | 6–1        | 2–0        | 8–1       |
| 1977–78   | UEFA Cup               | 2                | TJ Internacionál      | 5–1        | 0–1        | 5–2       |
| 1977–78   | UEFA Cup               | 3                | Dinamo Tbilisi        | 4–0        | 0–1        | 4–1       |
| 1977–78   | UEFA Cup               | Cuartos de final | Eintracht Frankfurt   | 1–0        | 2–3        | 3–3 (a)   |
| 1977–78   | UEFA Cup               | Semifinales      | SC Bastia             | 3–2        | 0–1        | 3–3 (a)   |
| 1978–79   | European Cup           | 1                | Valletta              | 8–0        | 5–3        | 13–3      |
| 1978–79   | European Cup           | 2                | Real Madrid           | 2–0        | 1–3        | 3–3 (a)   |
| 1978–79   | European Cup           | Cuartos de final | Nottingham Forest     | 1–1        | 1–4        | 2–4       |
| 1979–80   | UEFA Cup               | 1                | FC Progrès Niedercorn | 4–0        | 2–0        | 6–0       |
| 1979–80   | UEFA Cup               | 2                | Ipswich Town          | 0–0        | 1–1        | 1–1 (a)   |
| 1979–80   | UEFA Cup               | 3                | VfB Stuttgart         | 0–2        | 0–3        | 0–5       |
| 1980–81   | UEFA Cup               | 1                | Kjøbenhavns Boldklub  | 3–1        | 5–2        | 8–3       |
| 1980–81   | UEFA Cup               | 2                | FC Porto              | 3–0 (t.e.) | 0–2        | 3–2       |
| 1980–81   | UEFA Cup               | 3                | Torino                | 2–1        | 1–2        | 3–3 (p)   |
| 1980–81   | UEFA Cup               | Cuartos de final | FC Sochaux            | 0–0        | 1–2        | 1–2       |
| 1981–82   | UEFA Cup               | 1                | West Bromwich Albion  | 1–1        | 3–1        | 4–1       |
| 1981–82   | UEFA Cup               | 2                | Radnički Niš          | 2–0        | 0–2        | 2–2 (p)   |
| 1982–83   | European Cup           | 1                | Dynamo Kiev           | 0–1        | 0–3        | 0–4       |
| 1983–84   | European Cup           | 1                | Dinamo Minsk          | 2–2        | 0–1        | 2–3       |
| 1984–85   | European Cup           | 1                | Honvéd                | 3–1        | 1–2        | 4–3       |
| 1984–85   | European Cup           | 2                | Juventus              | 2–4        | 0–2        | 2–6       |
| 1987–88   | UEFA Cup               | 1                | Dynamo Moscow         | 0–4        | 0–1        | 0–5       |
| 1988–89   | Cup Winners' Cup       | 1                | Eintracht Frankfurt   | 0–0        | 0–1        | 0–1       |
| 1989–90   | Cup Winners' Cup       | 1                | Slovan Bratislava     | 0–3        | 4–0 (t.e.) | 4–3       |
| 1989–90   | Cup Winners' Cup       | 2                | Torpedo Moscow        | 3–0        | 1–1        | 4–1       |
| 1989–90   | Cup Winners' Cup       | Cuartos de final | Sampdoria             | 0–2        | 1–2        | 1–4       |
| 2002–03   | UEFA Cup               | 1                | Zenit St. Petersburg  | 3–1        | 1–2        | 4–3       |
| 2002–03   | UEFA Cup               | 2                | PAOK                  | 1–1        | 1–2        | 2–3       |
| 2003–04   | UEFA Champions League  | Clasificatoria 3 | AEK                   | 1–0        | 1–3        | 2–3       |
| 2003–04   | UEFA Cup               | 1                | HNK Hajduk Split      | 1–1        | 0–0        | 1–1 (a)   |
| 2005–06   | UEFA Cup               | Clasificatoria 2 | Wisła Płock           | 1–0        | 2–3        | 3–3 (a)   |
| 2005–06   | UEFA Cup               | 1                | MyPa                  | 1–1        | 3–0        | 4–1       |
| 2005–06   | UEFA Cup               | Grupo D          | Middlesbrough         | 0–1        |            | 5.º Lugar |
| 2005–06   | UEFA Cup               | Grupo D          | Litex Lovech          |            | 1–2        | 5.º Lugar |
| 2005–06   | UEFA Cup               | Grupo D          | Dnipro                | 2–3        |            | 5.º Lugar |
| 2005–06   | UEFA Cup               | Grupo D          | AZ                    |            | 0–1        | 5.º Lugar |
| 2006–07   | UEFA Cup               | Clasificatoria 2 | Videoton              | 2–0        | 1–1        | 3–1       |
| 2006–07   | UEFA Cup               | 1                | Åtvidabergs           | 5–0        | 3–0        | 8–0       |
| 2006–07   | UEFA Cup               | Grupo C          | AZ                    | 2–5        |            | 5.º Lugar |
| 2006–07   | UEFA Cup               | Grupo C          | Slovan Liberec        |            | 1–4        | 5.º Lugar |
| 2006–07   | UEFA Cup               | Grupo C          | Sevilla               | 0–4        |            | 5.º Lugar |
| 2006–07   | UEFA Cup               | Grupo C          | Braga                 |            | 0–2        | 5.º Lugar |
| 2008–09   | UEFA Cup               | Clasificatoria 2 | Lech Poznań           | 0–0        | 0–6        | 0–6       |
| 2010–11   | UEFA Europa League     | Play-off         | FC Steaua Bucureşti   | 1–0        | 0–1        | 1–1 (p)   |
| 2013–14   | UEFA Champions League  | Clasificatoria 3 | Lyon                  | 0–1        | 0–1        | 0–2       |
| 2013–14   | UEFA Europa League     | Play-off         | Fiorentina            | 1–2        | 1–0        | 2–2 (a)   |
| 2014–15   | UEFA Champions League  | Clasificatoria 3 | Lille                 | 0–2        | 1–1        | 1–3       |
| 2014–15   | UEFA Europa League     | Play-off         | Club Brugge KV        | 0-1        | 1–2        | 1–3       |
| 2016-17   | UEFA Europa League     | Clasificatoria 2 | KR Reykjavik          | 2-1        | 3-3        | 5-4       |
| 2016-17   | UEFA Europa League     | Clasificatoria 3 | Apollon Limassol      | 2-1        | 3-3 (t.e.) | 5-4       |
| 2016-17   | UEFA Europa League     | Play-off         | Fenerbahçe SK         | 0-2        | 0-3        | 0-5       |

## Otras secciones

### Sección de remo
La sección del timón fue fundada en 1904. La GCZ produjo remeros de éxito como Xeno Müller, que ganó los Juegos Olímpicos de 1996, o Simon Stürm y Walter Schoeller. El expresidente de la Weltruderverband, Thomas Keller, también es del club.

### Secciones de Tenis
La GCZ consta de dos secciones de tenis, la "Sección Tenis" (Sección Tenis Ouvert) y la "Sección Tenis Couvert". La sección de tenis juega en pistas abiertas, la sección de sobres de tenis en el vestíbulo.

### Sección de Hockey Country
En 1923 se fundó la sección de hockey sobre hielo para mujeres. En 1924 se fundó el departamento masculino. En 1925, las mujeres se convirtieron en campeonas suizas por primera vez, y un año después, los hombres hicieron lo mismo. Ya en 1928, la GCZ tuvo éxito contra rivales como el Real-Polo Madrid. En 2003, los hombres de la GCZ estuvieron a punto de perder la medalla de bronce en la Copa de Europa. Tanto los hombres como las mujeres juegan en la liga nacional A. El Club Grasshopper se convirtió en ocho veces campeón de pista cubierta y siete veces campeón de campo en los individuales masculinos. Las mujeres ganaron nueve títulos de campo y siete de pista cubierta.

### Sección Balonmano
La clase de balonmano (GSC Amicitia Zúrich) es campeona suiza con 26 títulos de campeona. Los títulos de campeón se ganaron en los años 1950-1952, 1954-1957, 1962-1966, 1968-1970, 1975-1979, 1987-1991 y 2008-2009. La sección de balonmano se fundó en 1931 y entre 1964 y 1977, el jugador noruego de balonmano de talla mundial Arild Gulden, que también jugaba en la sección de fútbol, dio forma a los eventos, con el que la GCZ ganó muchos títulos de campeonato, tanto en fútbol como en balonmano. El 23 de agosto de 2010, la división de balonmano se fusionó con el club de balonmano Amicitia Zúrich de Zúrich para formar el GC Amicitia Zúrich, el club de balonmano más grande de Suiza. El entrenador del equipo femenino de balonmano es el asturiano Ike Cotrina.

### Sección de Hockey sobre Hielo
En 1932 se formó el equipo de hockey sobre hielo Grasshoppers junto con la pista de hielo artificial Dolder de Zúrich, que en 1934 se convirtió en la quinta sección del Grasshopper Club Zúrich. En el año 2000 la empresa se fusionó con SC Küsnacht y se fundó GCK Lions AG (GCK Lions Eishockey AG). El hockey sobre hielo GCZ fue fundado después de la fusión y juega en la quinta liga más alta (3ª liga). La sección de hockey sobre hielo se centra en los jugadores jóvenes. El último gran éxito fue el campeonato de la élite A juniors en la temporada 2006/07. La Sección de Hockey sobre Hielo de GC fue el iniciador de la fusión con el ZSC y es un miembro de apoyo de la extremadamente exitosa Pirámide ZLE, la compañía operadora de los Leones de ZSC y GCK.

### Sección de squash
En squash, la GCZ juega en la Liga Nacional Masculina y Femenina A. Desde la primera Liga Nacional en la temporada 1978/79, la GCZ ha sido campeona suiza doce veces en individuales masculinos, más recientemente en 2014/15. En individuales femeninos, la GCZ ha ganado hasta ahora un título de campeona en la temporada 1987/88.

### Sección Floorball
La sección de floorball fue fundada en 2002 después de la fusión de los clubes UHC Cosmic Zürich, UHC Zürich y Zürich Lakers. En la temporada 2015/16, GC consiguió su primer título de campeón suizo. En 2011, 2014 y 2017 se convirtieron en ganadores de la copa. 

### Sección Curling
La sección de curling fue fundada en 1962. En la temporada 2007/08, la GCZ juega en la liga más alta (Swiss Curling League A) tanto para las mujeres (Equipo Irene Schori) como para los hombres (Equipo Reto Seiler).

### Sección de Rugby
El Club de Rugby de Zúrich fue fundado en 1968 y se integró en el Grasshopper Club como undécima sección en 2008. En el rugby, la GCZ también juega en la liga más alta tanto para hombres (Liga Nacional A) como para mujeres (Liga Nacional Femenina). La sección de rugby ganó la Copa Suiza en 2003 y 2013 y el Campeonato Suizo en 2014, siendo ambos el primer club de la Suiza germanófona en hacerlo.

### Sección de Baloncesto
El Club de Baloncesto Zürich Académica, fundado en 1950 como Club de Baloncesto Zürich, se fusionó con el Grasshopper Club Zürich en 2010 para formar la 12.ª sección. Al mismo tiempo, el club fue ascendido a la Liga Nacional A. En la temporada 2016/2017, los jóvenes de la CBSZ Basketball Academy Zúrich fueron admitidos en el Grasshopper Club Zúrich.

### Sección Fútbol Playa
El Grasshopper Club Zúrich intervino como GC Beach Soccer en la temporada 2012 por primera vez en la Suzuki Beachsoccer League y se convirtió directamente en campeón suizo. El 23 de septiembre de 2012 ganó la final de la repesca contra los bailarines del BSC Sable Dancers Bern con un marcador de 6:5. El jugador nacional suizo Dejan Stanković, que también actúa como entrenador, fue el principal responsable de este éxito.